# جاتورنا

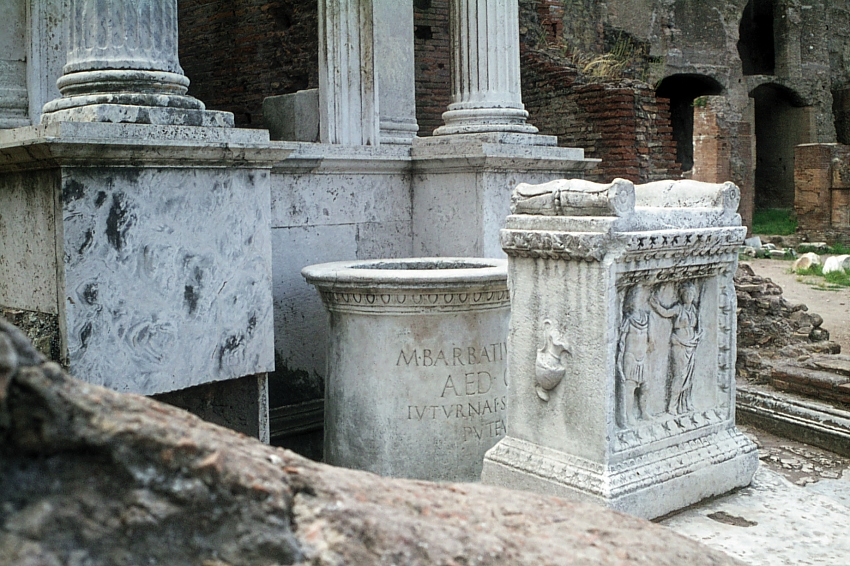

جاتورنا إلاهة العيون والينابيع في الميثولوجيا الرومانية.